# Más que madres
Más que madres (título original: Otherhood) es una película estadounidense de comedia de 2019, dirigida por Cindy Chupack, a partir de un guion de Chupack y Mark Andrus. Se basa en la novela What's Makes You Happy de William Sutcliffe, y sigue a tres madres suburbanas que se presentan a las casas de sus hijos en la ciudad de Nueva York sin previo aviso. Es protagonizada por Patricia Arquette, Angela Bassett, Felicity Huffman, Jake Hoffman, Sinqua Walls y Jake Lacy. 
La película tuvo su estreno mundial en el 51Fest el 21 de julio de 2019. Fue estrenada el 2 de agosto de 2019 por Netflix. 

## Reparto
- Angela Bassett como Carol Walker.
- Patricia Arquette como Gillian Lieberman.
- Felicity Huffman como Helen Halston.
- Jake Hoffman como Daniel Lieberman.
- Jake Lacy como Paul Halston-Myers.
- Sinqua Walls como Matt Walker.
- Heidi Gardner como Erin.
- Stephen Kunken como Joel Lieberman.
- Damian Young como Frank.
- Afton Williamson como Julia.
- Frank De Julio como Andre.
- Becki Newton como Andrea.
- Mario Cantone como Calvin.
- Emily Tremaine como Lauren Lieberman.
- Molly Bernard como Alison.
- Tim Bagley como Miles.

## Producción
En abril de 2018, Patricia Arquette y Angela Bassett se unieron al elenco de la película, con Cindy Chupack dirigiendo la película, a partir de un guion escrito por Chupack y Mark Andrus, basado en la novela What's Makes You Happy de William Sutcliffe. Jason Michael Berman y Cathy Schulman producen la película, a través de Mandalay Pictures y Welles Entertainment, respectivamente. Arquette y Bassett serán los productores ejecutivos de la película. Netflix distribuye la película. En mayo de 2018, Sinqua Walls se unió al elenco de la película. En junio de 2018, Felicity Huffman, Jake Lacy y Jake Hoffman se unieron al elenco.

### Rodaje
La fotografía principal comenzó el 11 de junio de 2018 en la ciudad de Nueva York.

## Estreno
Tuvo su estreno mundial en el 51Fest el 21 de julio de 2019. Originalmente, la película se estrenó el 26 de abril de 2019. Sin embargo, debido a la participación de Felicity Huffman en el escándalo de soborno de admisiones universitarias de 2019, la fecha de lanzamiento se pospuso para el 2 de agosto de 2019.